# District de Simao
Pour les articles homonymes, voir Simao.
Le district de Simao (思茅区 ; pinyin : Sīmáo Qū) est une subdivision administrative de la province du Yunnan en Chine. Il est placé sous la juridiction de la ville-préfecture de Pu'er.